# 三袁
三袁（又稱公安三袁）指的是袁宗道、袁宏道、袁中道三人，是明代晚期三位袁姓的散文家兄弟。由於三袁是湖廣公安縣（今中國湖北省荊州市公安縣）人，其文學流派世稱「公安派」或「公安體」。

## 背景
明代自弘治到萬曆中期，「前後七子」相繼統治文壇達百年之久，他們提倡“文必秦漢”、“詩必盛唐”，主張摹擬剽竊。許多有遠見卓識的文人學者，都曾不滿“七子”派的文學主張和做法，但反對力度不足。
三袁均吸取了李贄、徐渭的見解，反對後七子首領──王（世貞）、李（攀龍）等人之擬古、復古，剽竊成風，主張文學重性靈、貴獨創，所作一清新清俊、情趣盎然，不受任何規條束縛，是為「性靈說」。他們另外亦重視了小說、戲曲的文學價值，認為有可取之處，這是前人所不認同的。

## 貢獻

### 袁宗道
袁宗道（1560年─1600年），字伯修，明朝萬曆十四年進士，任翰林院編修、春坊右庶子等職。他是反復古思維的發起人，他主張即使研究古文，也不可全部模仿，而是要「學其意，不必泥其字句也」。他除了具有「公安派」相同的性靈學說外，也對復古模擬的文章加以批判。著有《白蘇齋集》。

### 袁宏道
袁宏道（1568年─1610年），字中郎，號石公，萬曆二十年進士，歷任吳縣知縣、禮部主事、吏部驗封司主事、稽勳郎中等職、國子博士等職，世以為是三兄弟中成就最高者。少敏慧，善詩文，年十六為諸生，結社城南，自為社長。
他是明代文學反對復古運動主將，他既反對前後七子摹擬秦漢古文，亦反對唐宋派唐順之、歸有光摹擬唐宋古文，認為文章與時代有密切關係。他說過：「世道既變，文亦因之。今之不必摹古者，亦勢也。」他亦相信寫文要真，認為「古有古之時，今有今之時」（今人稱為文學進化論），說：「我面不能同君面，而況古人之面貌乎？」著有《袁中郎集》。

### 袁中道
袁中道（1575年─1630年），字小修，萬曆四十四年進士，歷任徽州教授、南京吏部郎中等職。他亦主張即使研究古文，也不可全部模仿，而是要有其變化。他不但發揚「公安派」主力袁宏道的反復古理論，也將其理論詳細補充論述。著有《珂雪齋集》、《游居柿录》。

## 評價
明代後期文壇沉寂，三袁勇於革新文學，糾正過往「前後七子」盲目摹古之風，為文壇帶來了生機，地位舉足輕重。
三袁是同胞兄弟，並能同時在各學術領域，如哲學思想、政治傾向、文學觀點、創作風格，以至性情、氣質等方面，發揮相互影響。這是中國文學史上絕無僅有的，甚至可謂文壇奇蹟，因此有「一母三進士，南北兩天官」一說。
值得一提的是，三人對以後幾百年的歷史乃至近代的五四文化運動都產生了積極的影響。
袁氏兄弟不僅文名卓著，為官也清正廉潔，三人為官到頭，只落得兩袖清風。

## 故里
- 三袁故里位於中國湖北省荊州市公安縣孟家溪鎮東2公里的桂花臺。
- 桂花臺東南100米有一座荷葉山，是宗道和中道的合葬墓，墓前300米處立有一塊高大墓碑。
- 袁宏道另有一處故里，即現在的柳浪遺址。

## 外部連結
- 公安三袁的科考之路[永久]（《北京考試報》）
- 袁宏道（古雅臺語人，兼述三袁）